# Céline Bara
Pour les articles homonymes, voir Bara.
Céline Bara, née Céline Szumigay, le 9 septembre 1978 à Antony, est une ancienne actrice pornographique et productrice de films X française. Elle s'est notamment fait remarquer en 2012 en se présentant aux élections législatives.

## Biographie
Céline Bara a des origines mauricienne par sa mère et allemande par son grand-père ; elle grandit en banlieue parisienne. Élevée, selon ses termes, dans l'« intégrisme catholique », elle rejette ensuite totalement son éducation pour devenir une athée militante. Elle se marie avec Cyrille Bara, son cousin germain, et travaille un temps au service après-vente d'une enseigne d'électroménager à Paris. À l'âge de vingt ans, elle se lance dans le X après avoir découvert qu'un après-midi de tournage peut lui rapporter 230 euros alors qu'elle n'en gagne que 450 à temps partiel en un mois chez Darty.
Elle enchaîne les tournages, et est nommée en 2000 aux Hots d'or dans la catégorie « meilleure starlette ». Travaillant pour des studios comme les français Blue One et Colmax et l'allemand Magma, elle apparaît dans des films de spécialistes du genre comme Alain Payet, Lætitia, Fabien Lafait, Stan Lubrick, Gabriel Pontello ou Max Bellocchio. Rapidement, son époux Cyrille Bara devient son réalisateur attitré et le couple fonde sa propre société de production. Céline Bara se présente comme une spécialiste du porno lesbien et du fist-fucking et apparaît à l'époque dans des émissions de télévision, connaissant un début de notoriété médiatique. Mais, se trouvant en « guerre » avec la concurrence, la société des époux Bara croule bientôt sous les dettes.  
En mars 2001, les époux Bara tendent un guet-apens à un de leurs collègues, l'acteur-réalisateur porno HPG, au domicile de ce dernier. Selon leur version de l'histoire, ils souhaitaient se venger du fait que HPG ait insulté Céline Bara, après l’avoir prise sans ménagement. HPG, quant à lui, attribue par la suite leur acte à la jalousie professionnelle et au fait qu'il conseillait aux actrices de ne pas travailler avec eux car ils incitaient les débutantes à tourner sans préservatif. Alors qu'HPG tente de fuir, Cyrille Bara tire sur lui et le blesse avec un pistolet à grenaille,. Arrêtés quelques jours plus tard, Céline et Cyrille Bara sont placés en détention provisoire à la maison d'arrêt de Fleury-Mérogis. En octobre 2002, ils sont condamnés à quatre ans de prison, dont deux avec sursis, pour violence avec préméditation : au vu de l'arme utilisée, la justice ne retient pas l'intention de tuer. Ayant effectué dix-huit mois de détention préventive, ils sont libérés peu de temps après leur condamnation,.
Le couple Bara, surendetté et marginalisé dans le milieu du X à la suite de cette affaire, n'a d'autre source de revenu que le RMI et les aides au logement. Après plusieurs déménagements à travers la France et après avoir travaillé brièvement comme gardiens d'immeuble à Villeneuve-Saint-Georges ils s'installent à Calais. Céline Bara y publie en 2007 son autobiographie, La Sodomite, écrite par son mari puis ouvre le Céline Bara Studio, société de production de films et de spectacle de striptease. Les stripteases pour « enterrements de vie de garçon » assurent pour peu de temps l'essentiel de l'activité du couple. En 2008 ils choisissent de partir en Ariège en raison du coût de la vie,, et s'installent dans la commune de Bélesta. Ne percevant toujours que les minima sociaux ils continuent cependant de tourner des vidéos X auto-produites qui sont destinées à une diffusion gratuite sur leur site web,. En 2011, les époux Bara publient une bande dessinée, Barasutra, conçue par Cyrille Bara, qui pastiche les mangas hentai en représentant l'actrice dans une suite de quarante illustrations pornographiques.

### Politique
À l'occasion des élections législatives 2012, Céline Bara annonce sa candidature dans la première circonscription de l'Ariège. Après avoir sans succès proposé ses services au Parti communiste français et au Nouveau Parti anticapitaliste, elle crée son propre parti, un groupuscule d'extrême gauche appelé le Mouvement antithéiste et libertin (MAL), qui n'a en mai 2012 que trois membres, à savoir elle-même, son mari — qui est également son suppléant aux législatives — et leur mandataire financier. Se présentant comme « néo-stalinienne », Céline Bara attire l'attention des médias français par son programme « anti-religieux et anti-capitaliste » et ses propositions parmi lesquelles on trouve la fermeture de tous les lieux de culte et l'interdiction de toutes les religions, la suppression du classement X, la défense des services publics et des droits des personnes LGBT, la relance de la conquête spatiale, la prohibition des drogues, l'interdiction totale de toute forme de prostitution, le rétablissement de la peine de mort à la demande du condamné ou « la stérilisation à la naissance des handicapés mentaux et physiques »,. Elle profite de ce moment de médiatisation pour donner sa vision de la pornographie, en revendiquant de faire tourner des femmes les plus naturelles possibles et en exprimant son hostilité à l'épilation. Après une campagne pendant laquelle elle dit avoir reçu des menaces, Céline Bara obtient 1,58 % (544 voix) au premier tour des législatives, devançant les candidates Nouveau Parti anticapitaliste, Lutte ouvrière, et Alliance écologiste indépendante. Elle obtient son meilleur pourcentage dans sa commune de résidence, avec 6,69 % des suffrages (35 voix), ce qui la place quatrième derrière le PS, le FN et l'UMP mais devant les candidats Front de gauche et Europe Écologie Les Verts.
En septembre 2012, elle annonce l'arrêt définitif de son activité d'actrice X. En février 2013, n'ayant pas déposé ses comptes de campagne, elle est déclarée inéligible pour trois ans par le Conseil constitutionnel.

## Filmographie sélective
- 2019 : Antithéiste, Deuxième Chapitre de Cyrille Bara. avec Leïla Sheitan, Lilith Leviathan et Cyrille Bara (Céline Bara Studio)
- 2015 : Antithéiste de Cyrille Bara. avec Leïla Sheitan, Lilith Leviathan et Cyrille Bara (Céline Bara Studio)
- 2012 : Baranormal Sexuality de Cyrille Bara. avec Lola Sulfureuse, Cathy de France et Cyrille Bara (Céline Bara Studio)
- 2011 : Baradoxal de Cyrille Bara, avec Helena Bella et Sulfureuse (Céline Bara Studio)
- 2010 : Céline vs Stéphanie de Cyrille Bara, avec Stéphanie B.  (Céline Bara Studio)
- 2010 : Baraback de Cyrille Bara (Céline Bara Studio)
- 2010 : Céline vs Satan court métrage d'animation de Cyrille Bara (Céline Bara Studio)
- 2010 : Star Trik de Cyrille Bara, avec Héléna Bella (Céline Bara Studio)
- 2008 : Au nom du Fist de Cyrille Bara, avec Héléna Bella, Aurore, Audrey (Céline Bara Studio)
- 2002 : Premier essai hard le retour de Philippe Soine, avec Mandy Leone (Ragtime)
- 2001 : Enculator de Cyrille Bara, avec Samantha, Alona, Tony Carrera, Dino Toscani
- 2001 : Déclic Rectal de Cyrille Bara, avec Samantha, Sophie Roche, Nicole Fist, Philippe Duroc, Tony Carrera
- 2001 : The Bara Sex Show de Cyrille Bara, avec Mandy Léone, Alona, Roxanna, Tony Carrera, Philippe Duroc, Dino Toscani
- 2001 : Psychose Rectale de Cyrille Bara, avec Alona, Sophie Roche, Mandy Léone, Tony Carrera, Gilles Stuart, Philippe Duroc, Dino Toscani
- 2000 : Hardlander de Cyrille Bara, avec Mandy Léone, Roxanna, Alona, Eléa Moore, Tristan Malick, Tony Carrera, Gilles Stuart
- 2000 : Casseur de fesses de Cyrille Bara, avec Priscillia Lenn, Nina, Shannon, Vahyna, Tristan Malick, Tony Carrera, Gilles Stuart
- 2000 : Les Garces des étoiles de Cyrille Bara, avec Delfynn Delage, Priscillia Lenn, Vahyna, Tony Carrera, Gilles Stuart, Dino Toscani
- 2000 : Fiction anal de Cyrille Bara, avec Delfynn Delage, Selena de Sade, Virginie, Tristan Malick, Tony Carrera, Gilles Stuart
- 2000 : Libre excès de Cyrille Bara, avec Vahyna, Nicole Fist, Aphrodite, Tony Carrera, Gilles Stuart, Tristan Malick
- 2000 : Sex Dream de Cyrille Bara, avec Delfynn Delage, Avalone, Fyona, Tony Carrera, Gilles Stuart, Tristan Malick
- 2000 : Agent 7007 de Cyrille Bara, avec Delfynn Delage, Roxanna, Aphrodite, Tony Carrera, Gilles Stuart
- 2000 : Analyseur de Cyrille Bara, avec  Séléna de Sade, Priscillia Lenn, Roxanna, Tony Carrera, Gilles Stuart
- 2000 : Girls in Black de Cyrille Bara, avec Priscillia Lenn, Mégane, Cynthia, Tony Carrera
- 2000 : Dévore moi de Cyrille Bara, avec Eléa Moore, Aphrodite, Natacha, Gilles Stuart
- 2000 : Anal Training de Cyrille Bara, avec  Cassandra, Avalone, Kelly, Joachim Lawson, Dino Toscani
- 2000 : Les confessions de Céline de Cyrille Bara, avec  Carat de Vandière, Martine, Alexandra, Tristan Malick
- 2000 : La diablesse de Cyrille Bara, avec Dara, Goldy Finger, Tony Carrera, Gilles Stuart
- 2000 : Les Fantasmes de Céline de Cyrille Bara, avec Priscillia Lenn, Gaëlle Lansac, Tony Carrera
- 2000 : Black is black 3 de Joachim Lawson, avec Angela Tiger, Laura Angel (Concorde)
- 2000 : Lesbian anal 5 de Stan Lubrick, avec Priscillia Lenn, Prisca (Concorde)
- 2000 : Arabic gang bang avec Raffaëla Anderson, Salomé, Manuel Ferrara (Concorde)
- 2000 : Les Tontons tringleurs d'Alain Payet avec Richard Allan, Alban Ceray, Jean-Pierre Armand, Tavalia Griffin, Dolly Golden, Lina Rush, Delfynn Delage (Blue One)
- 2000 : 2000 ans d'amour, d'Alain Payet avec Élodie Chérie, Silvia Saint, Delfynn Delage, Olivia de Treville, Daniella Rush, Dru Berrymore (Colmax)
- 2000 : Whore Factory avec  Candy, Roxxx, Dynamite, Layla Jade. (Extrem associat)
- 2000 : Cock smokers 16 (Extrem associat)
- 2000 : Smell like fish avec Candy Kiss, Amber Michaels, Gens-X, Jasmin Saint Claire, Nikita Kash, Michael Stefano (Extrem associat)
- 1999 : Wild Wild Sex de Fabien Lafait, avec Océane, Heidy Cassini, Thérésa Visconti (Maeva Vidéo)
- 1999 : Police des mœurs de Silvio Bandinelli avec  Laura Angel, Eva Falk, Angela Tiger, Mathilda (Colmax)
- 1999 : Fetish Der Käfig de Gabriel Pontello avec David Perry (Videorama, GUFÄ)
- 1999 : Les filles de la patronne de Max Bellocchio avec Joy Karin's, Renata Rey, Angela Tiger (Max Bellocchio production)
- 1999 : Passage à l'acte de Patrice Cabanel, avec  Océane, Nathalie Dune (JTC)
- 1999 : Tournage X 2, de Fred Coppula avec Océane, Nathalie Dune (Luxor Vidéo)
- 1999 : Ass woman 8, avec Rita Cardinale, Angela Tiger (XY video)
- 1999 : Fist Uro 18 de Didier Parker, avec Cathy, Anita (Concorde)
- 1999 : Les ensorceleuses ou le Projet Blair Bitch, de Véronique Lefay, avec Dolly Golden, Nataly Dune, Véronique Lefay (Mad X)
- 1999 : Requiem anal de Gabriel Zéro, avec Lee Anh, Carinne, Debbie, Ian Scott (Lucy vidéo)
- 1999 : Extrem anal 11 de Stan Lubrick, avec  Melissa Kine (Concorde)
- 1999 : Perverse Hofschranzen de Philippe Soine avec  Bamboo, Tiffany Ranger et Cyrille Bara (Magma)
- 1999 : Toisons au naturel de Philippe Soine, avec  Laura, Anita (Alkrys)
- 1999 : 95C de Lætitia, avec Ines, Betty Bell, Betty Black (Nanou vidéo)
- 1999 : Malicia la malicieuse de Lætitia, avec  Malicia, Yves Baillat (Nanou vidéo)
- 1999 : Profession enculeur de Lætitia (Nanou vidéo)
- 1999 : Grosses névrosées du cul, avec  Tiffany Ranger (MST)

## Publications
- 2008 : La Sodomite, biographie de Céline Bara romancée par Cyrille Bara  (ISBN 978-2-9530330-0-7)
- 2011 : Barasutra, le kamasutra de Céline Bara en bande dessinée illustré par Cyrille Bara
- 2014 à aujourd'hui : Le Magazine du MAL, webzine bimensuel pornographique et politique  (ISSN 2492-6752)
- 2016 : Memento[25], Recueil photographique artistique et érotique en noir et blanc de Cyrille Bara  (ISBN 978-2-9555913-0-7)